# Trinitatiskirche Ifta

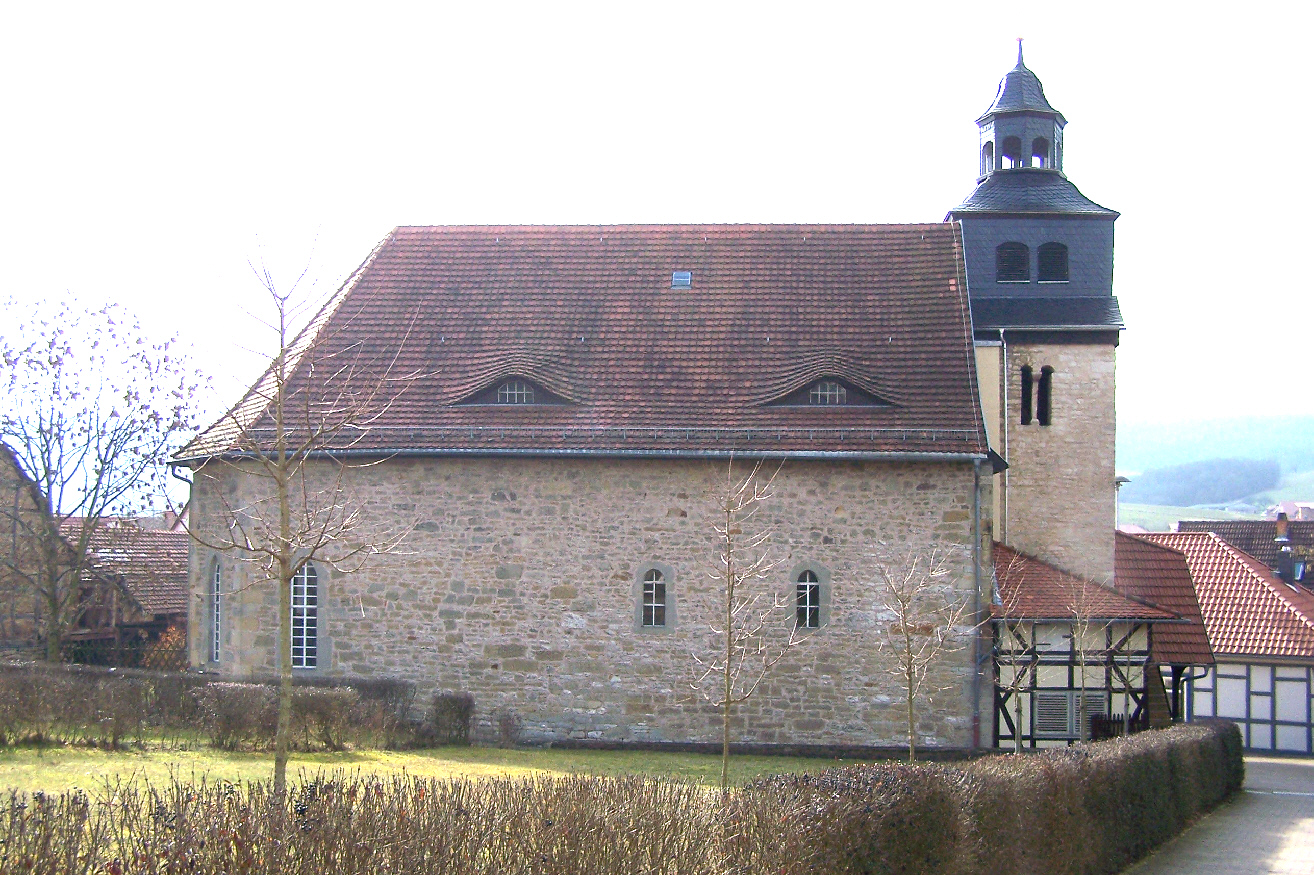
Die Kirche

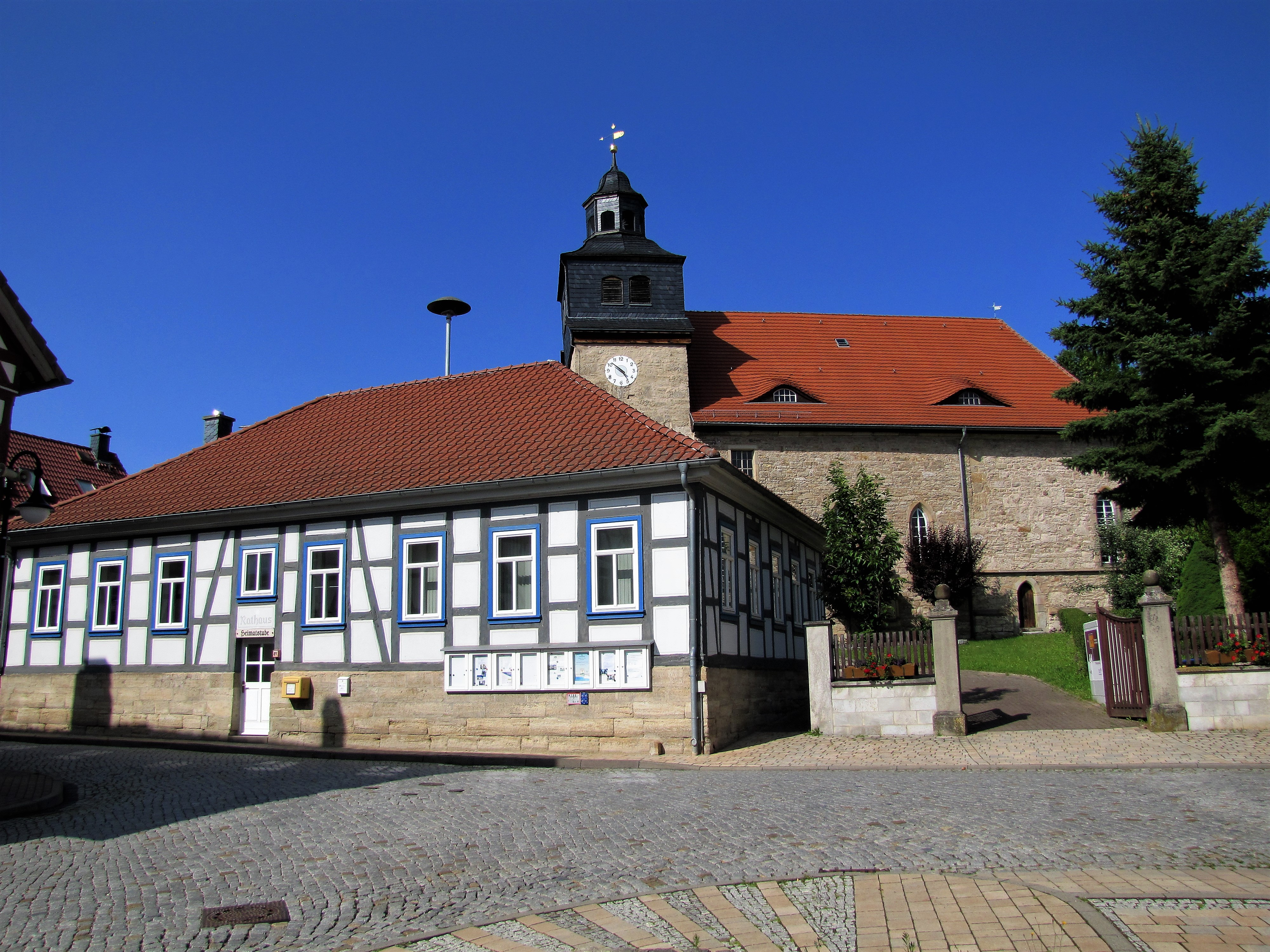

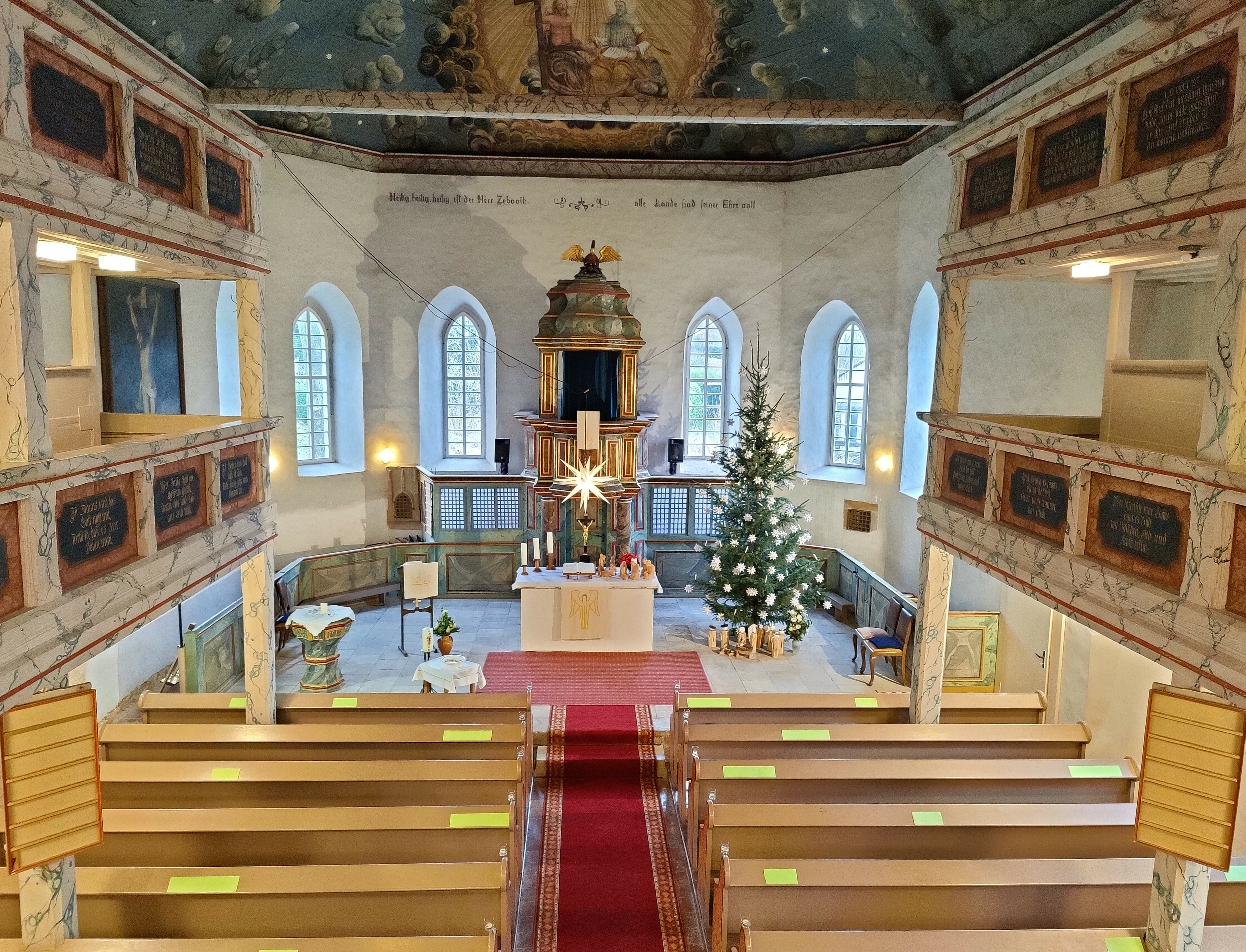
Kirchenschiff (2022)

Die evangelisch-lutherische Trinitatiskirche steht im Ortsteil Ifta der Stadt Treffurt im Wartburgkreis in Thüringen.

## Geschichte und Architektur
Der Sakralbau wurde 1714 im Stil des Bauernbarocks errichtet. Die romanischen Teile des Turmes von der Vorgängerkirche wurden in den Bau mit einbezogen. Zur Vorgängerkirche liegen keine weiteren Informationen vor. In den Jahren 1938 und 1980 wurden Renovierungen vorgenommen, wobei im Zuge der Renovierung 1938 eine Inschrift mit hebräischen Begriffen entfernt wurde. 1979 wurde diese wieder angebracht.
Die Kirche besteht aus einem nach Norden erweiterten Schiff mit polygonalem Abschluss im Osten. Der südlich von der Mittelachse stehende Westturm schließt mit einer barocken Haube mit Laterne.

## Ausstattung und Gestaltung
Die Decke, ein Holztonnengewölbe, ist reich im Stil des Bauernbarocks ausgemalt, ebenso die Emporen und der Taufstein. Im Osten ist ein Dreifaltigkeitsbild des Malers Beck von 1748 angebracht, westlich davon eine Darstellung von zwischen Wolken musizierenden Engeln im Sternenhimmel. Eine gotische Sakramentsnische mit bekrönenden und flankierenden Fialen und schmiedeeiserner Gittertür ist an der Ostwand des Altarraums erhalten. Das Hauptstück der Ausstattung ist ein Kanzelaltar mit hölzerner Kanzel über zwei Säulen, der vermutlich 1714 von dem Schreiner Köppherrn geschaffen wurde und mit einem Schalldeckel mit Pelikanbekrönung versehen ist. Ein zehneckiger, marmorierter Taufstein mit konkav geschwungenen Flächen ist mit der Jahreszahl 1519 am Becken datiert. An der Südwand ist ein Kindergrabstein mit Relief von 1753 aufgestellt. Eine Glocke wurde 1501 gegossen.

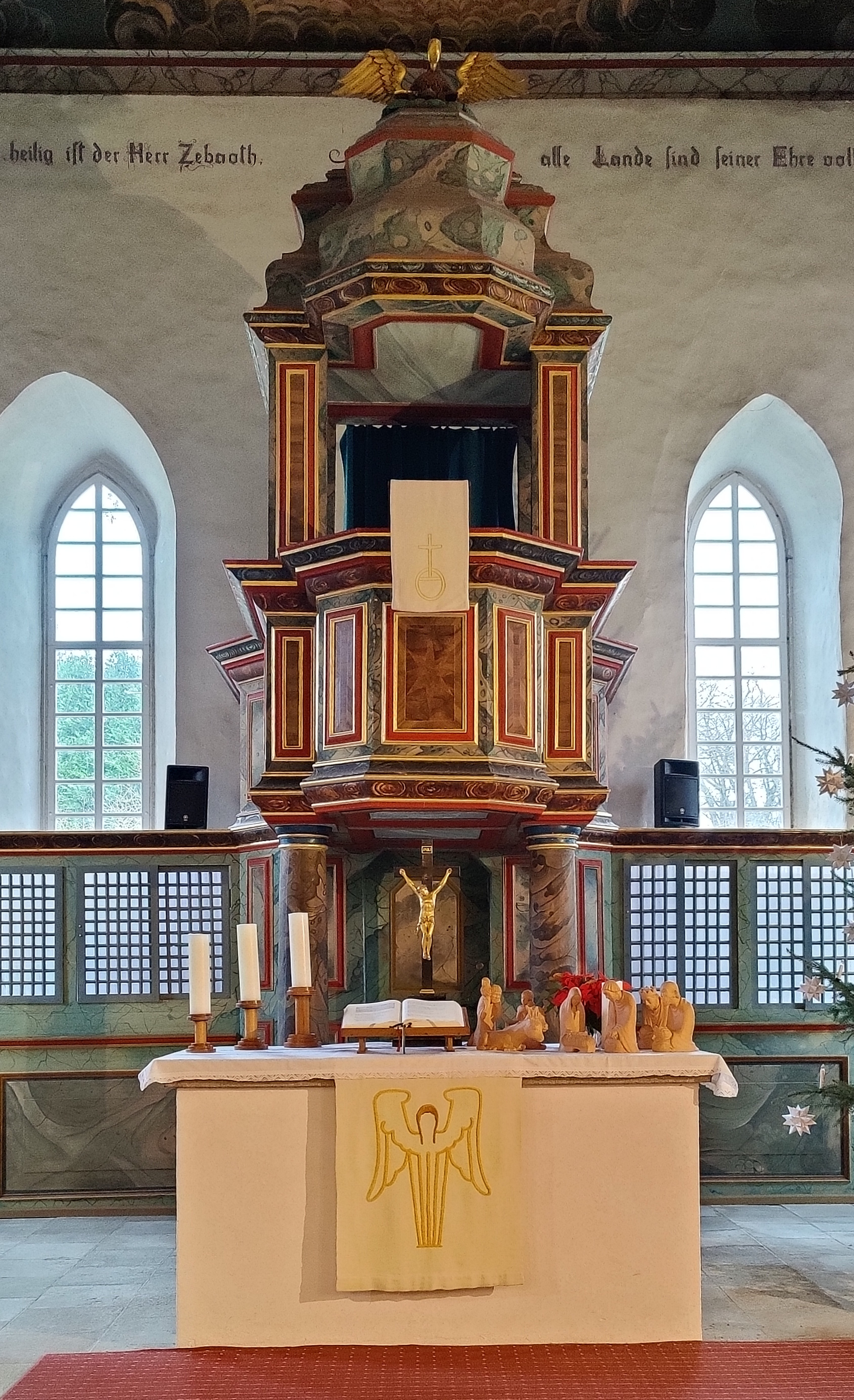
Kanzelaltar
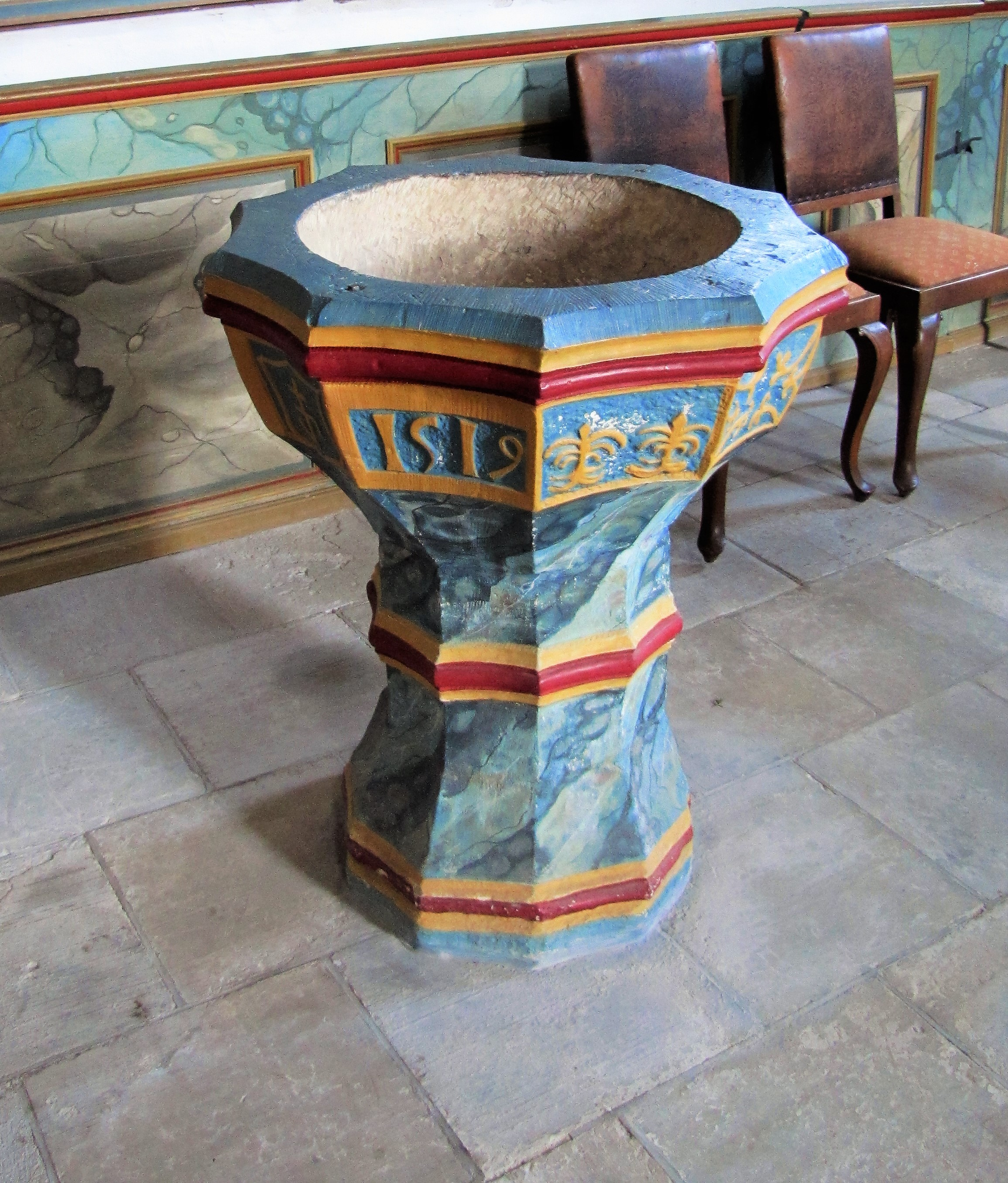
Taufbecken
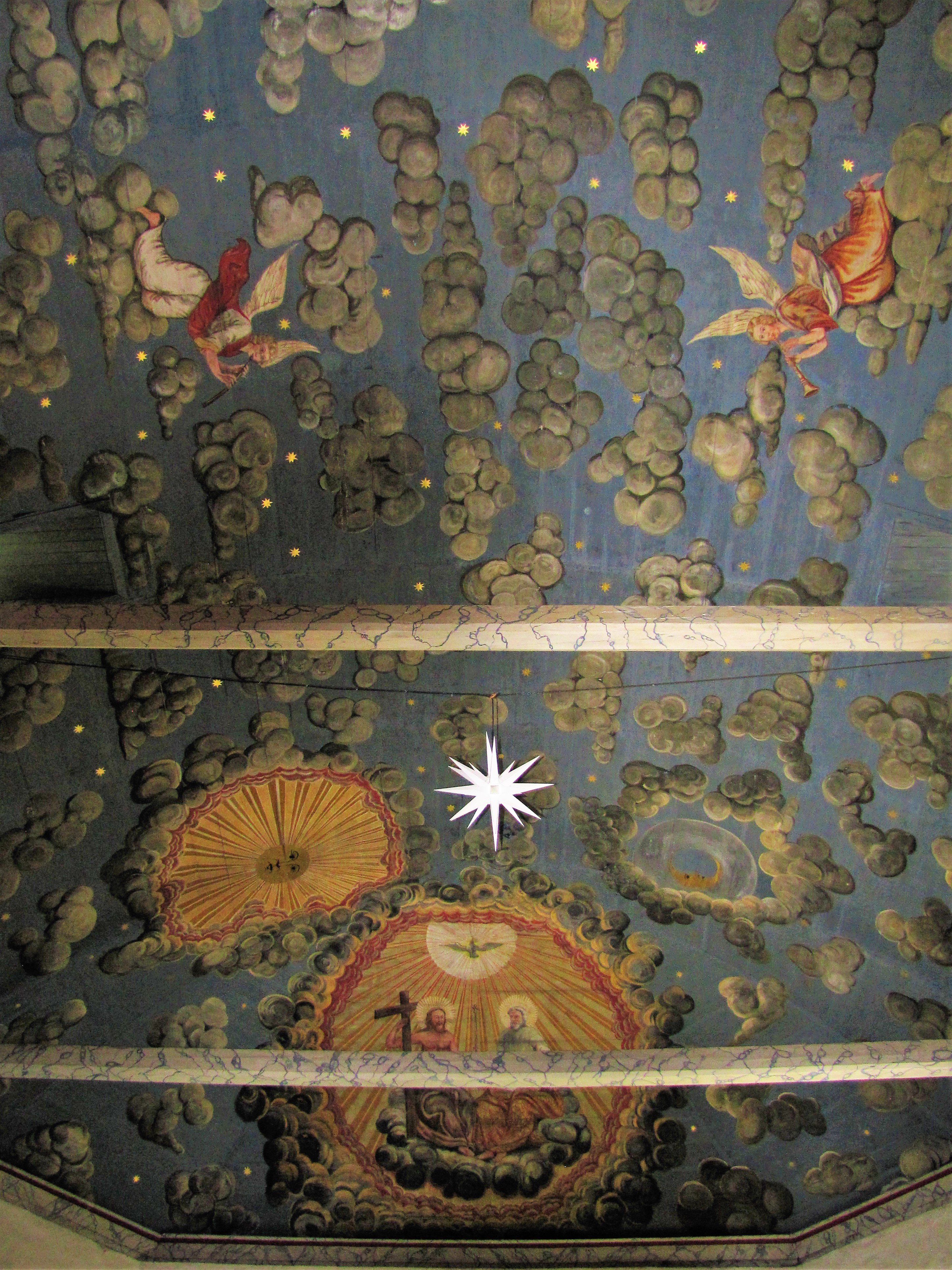
Deckenmalerei
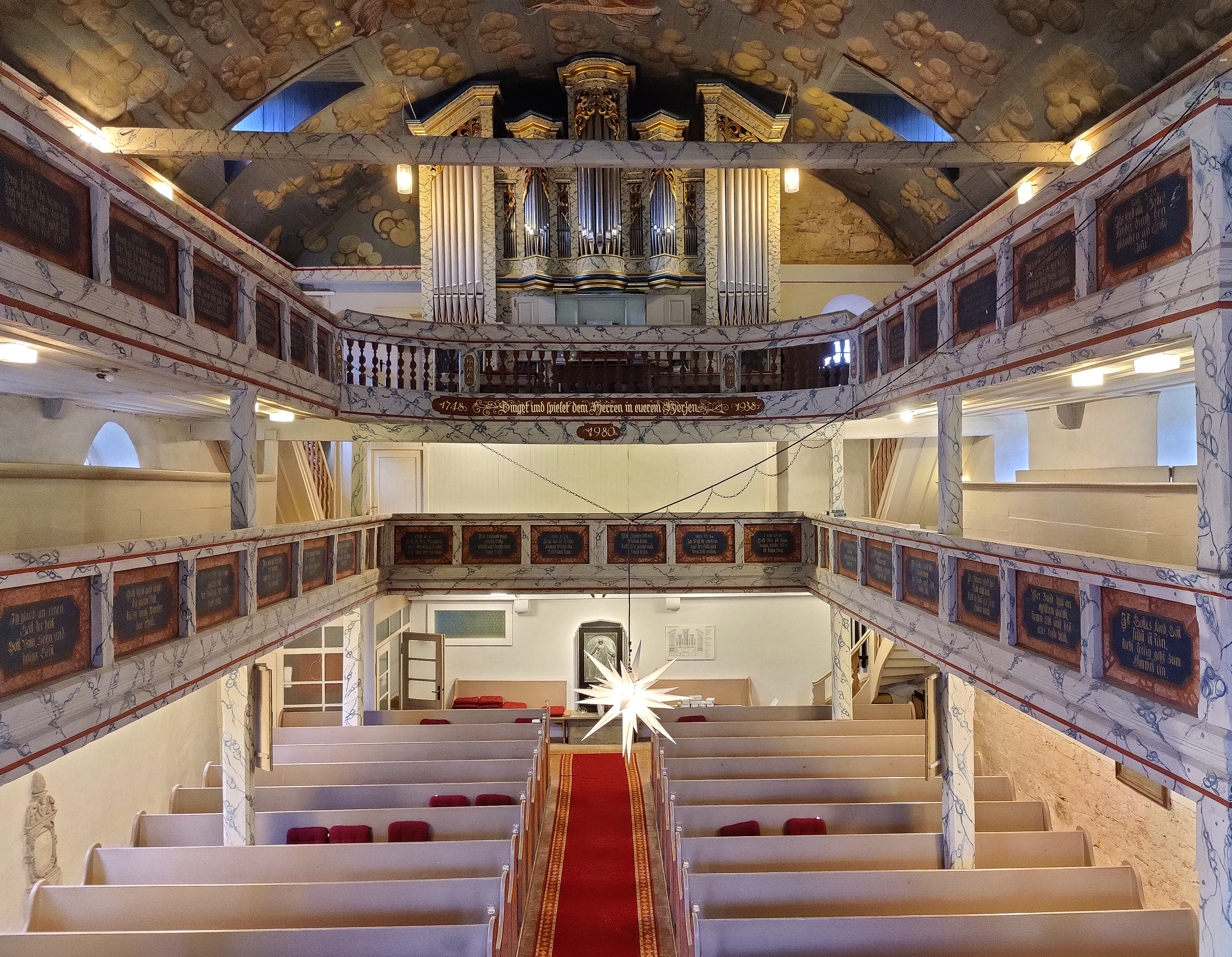
Zweigeschossige Emporen, Orgel

## Orgel

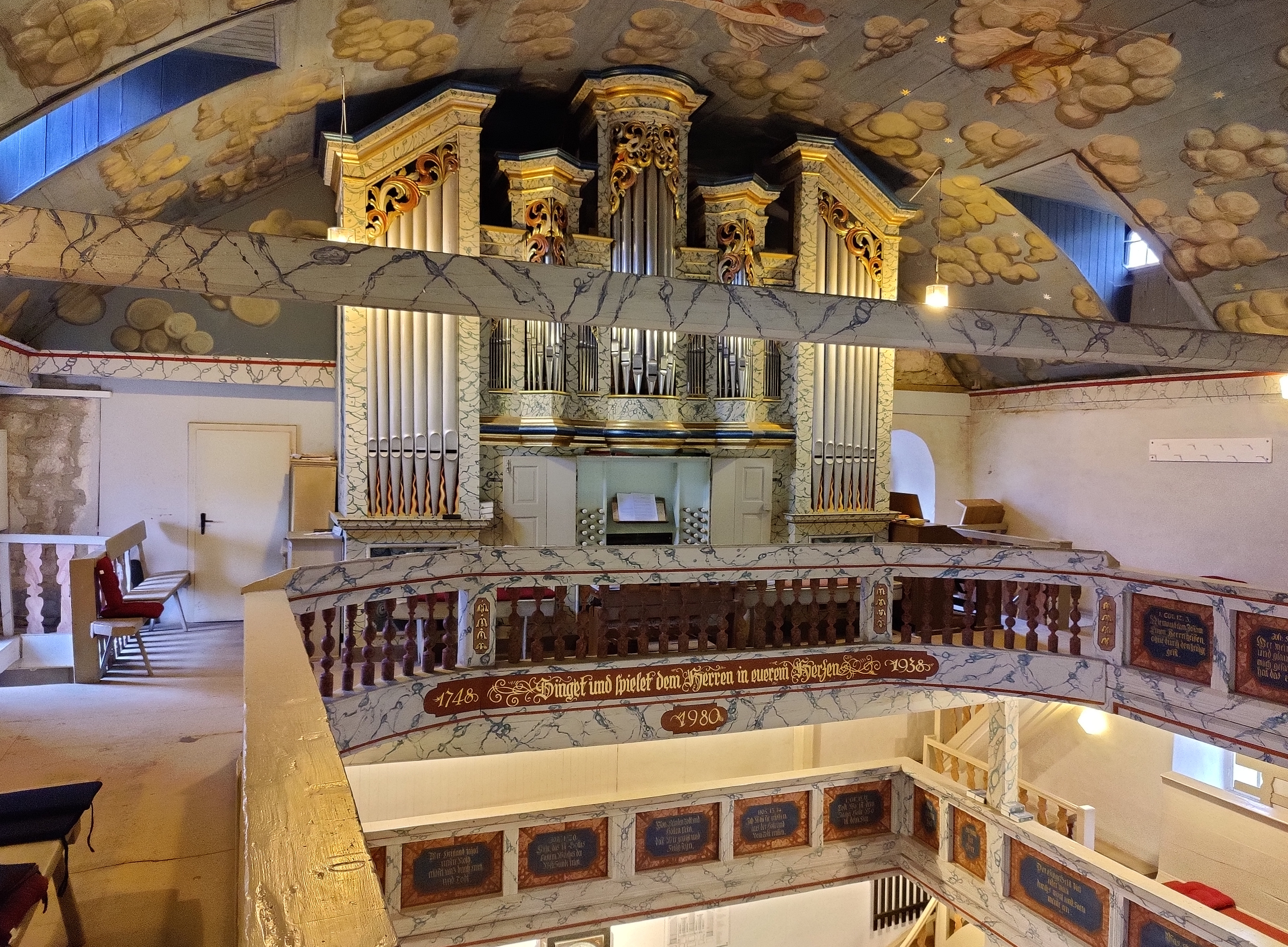
Die Barockorgel

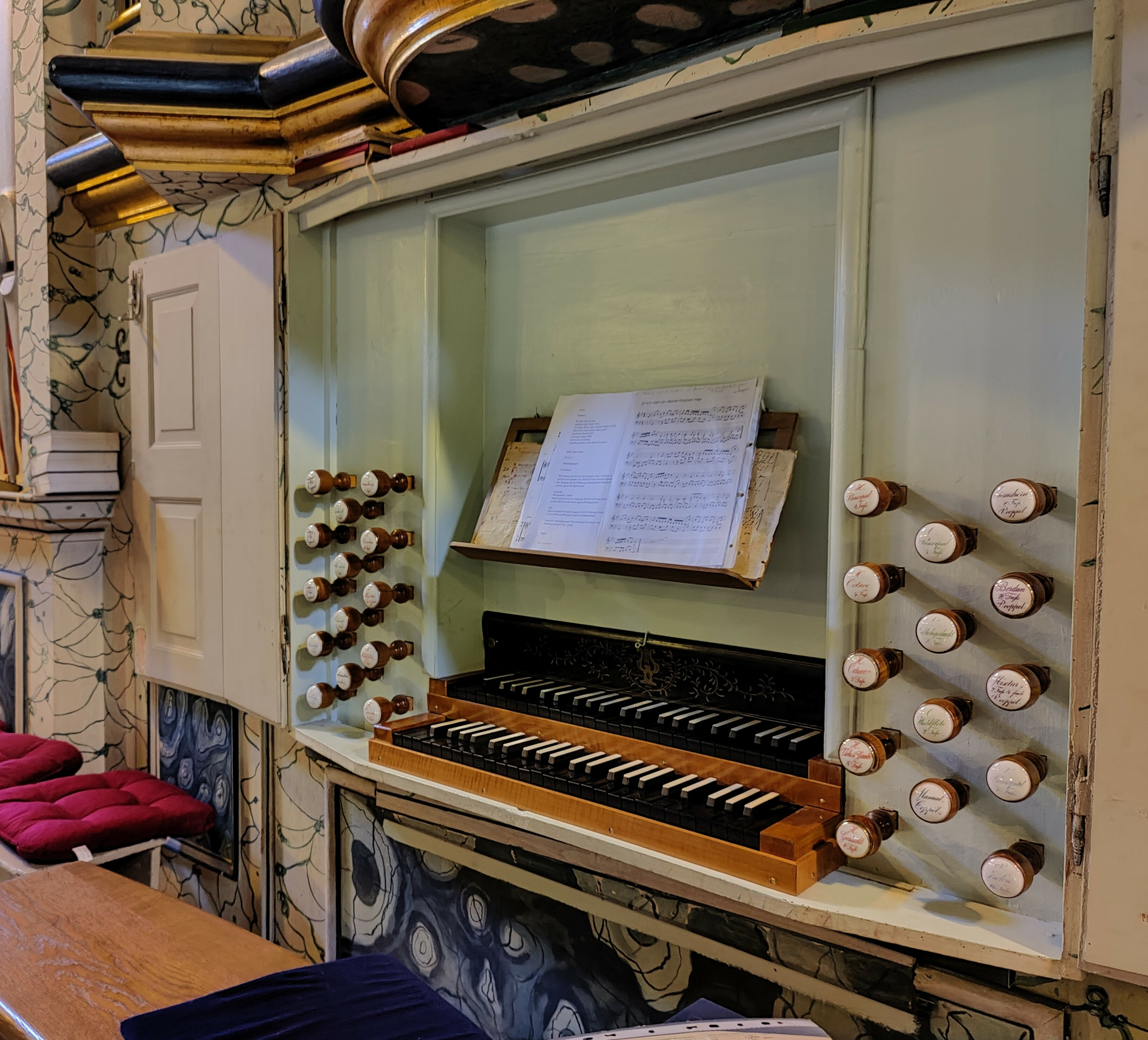
Spielschrank

Im Kirchenschiff steht eine barocke Orgel, die als älteste der Region gilt. Unter Verwendung von Teilen der Vorgängerorgel (I/10) von 1614 baute Heinrich Wilhelm Ulrich von Ebenhausen im Jahr 1724 ein Werk mit 26 Registern, die auf zwei Manuale und Pedal verteilt sind. 1853 wurde das Werk durch die Gebrüder Peternell aus Seligenthal umgebaut. Bei einem weiteren Umbau 1954 durch Böhm aus Gotha wurde durch Umhängen der Traktur die Tonhöhe um einen Ganzton tiefer gesetzt. 1964 wurde das Instrument nochmals durch Gerhard Kirchner aus Weimar umgebaut und umdisponiert. Ab Ende der 1990er Jahre war die Orgel nicht mehr spielbar.
Nach umfassender Restaurierung in den Jahren von 2013 bis 2018 durch Gerd-Christian und Thomas Bochmann aus Kohren-Sahlis wurde die Orgel am 26. August 2018 wieder in Betrieb genommen. Neben großen Teilen des Pfeifenwerks sind die Windladen und die Traktur sowie die Keilbalganlage aus barocker Zeit erhalten. Die Restaurierung der Orgel und die Rekonstruktion der verlorenen Reste erfolgte in drei Bauabschnitten. Im Pedal sind sechs Transmissionsregister aus dem Hauptwerk spielbar. Die Disposition lautet seitdem wie folgt:
| I Hauptwerk CD–c3 |     |         |
| Bordun            | 16′ | U       |
| Principal         | 8′  | U       |
| Gemshorn          | 8′  | B       |
| Viola di Gambe    | 8′  | B       |
| Octave            | 4′  | U/B     |
| Gedackt           | 4′  | (P) B   |
| Hohlflöte         | 4′  | P       |
| Quinte            | 3′  | U (P/B) |
| Octave            | 2′  | U/B     |
| Mixtur IV         | 2′  | B       |

| II Hinterwerk CD–c3 |    |     |
| Lieblichgedackt     | 8′ | U   |
| Flöte dolce         | 8′ | B   |
| Principal           | 4′ | U/B |
| Gedackt             | 4′ | U/B |
| Waldflöte           | 2′ | P/B |
| Cornett III         | B  |     |

| Pedal CD–c1        |     |   |
| Subbaß             | 16′ | U |
| Violon             | 16′ | U |
| Bordun (aus HW)    | 16′ |   |
| Principal          | 8′  | U |
| Principal (aus HW) | 8′  |   |
| Gemshorn (aus HW)  | 8′  |   |
| Octave (aus HW)    | 4′  |   |
| Octave (aus HW)    | 2′  |   |
| Mixtur IV (aus HW) | 2′  |   |
| Posaunenbass       | 8′  | B |

- Koppeln: II/I
- Calcantenwecker

U = Heinrich Wilhelm Ulrich (1724)
P = Gebr. Peternell (1853)
B = Bochmann (2013–2018)